# Sybren Tulp
Sybren Tulp (Leeuwarden, 29 maart 1891 – Amsterdam, 22 oktober 1942) was een Nederlands militair en Amsterdams hoofdcommissaris van politie tijdens de Tweede Wereldoorlog.

## Jeugd en opleiding
Hij was het oudste kind van Anne Sjoerd Tulp, bakker en afkomstig uit een leerlooiersfamilie uit Leeuwarden, en Wimke van der Goot die uit een boerengeslacht uit Grouw (gem. Idaarderadeel) kwam. In september 1905, Sybren Tulp was toen 14, scheidden zijn ouders waarna zijn vader een jaar later trouwde met een 12 jaar jongere vrouw.
Na de eerste 3 jaar van de hbs in Leeuwarden, ging hij in 1907 studeren aan de cadettenschool in Alkmaar waar voorbereidend onderwijs werd gegeven voor toelating tot de Koninklijke Militaire Academie (KMA) in Breda en waarvan het wetenschappelijk onderwijs overeenkwam met de 4e en 5e klas van de hbs. In 1909 vervolgde hij zijn studie aan de KMA waar hij de officiersopleiding volgde in de richting Infanterie Oost-Indië. In mei 1910 werd hij bevorderd van cadet tot cadet-korporaal. Tijdens de zomer van dat jaar werd hij gedetacheerd bij de infanterie in Doesburg en de volgende zomer in Nijmegen.

## KNIL-officier
In juni 1912 slaagde hij voor de KMA en de maand erop werd hij bevorderd tot tweede luitenant bij het wapen der infanterie van het Koninklijk Nederlandsch-Indisch Leger (KNIL). In oktober ging hij als medegeleider van een groep militairen per stoomschip naar Nederlands-Indië en daar aangekomen werd hij geplaatst bij de troepenmacht in Sumatra's westkust. Anderhalf jaar later werd hij geplaatst bij de garnizoenscompagnie van Tapanoeli (Noord-Sumatra). In juli 1916 werd hij bevorderd tot eerste luitenant en in die periode werd Tulp overgeplaatst van Taroetoeng naar het korpsgedeelte Sidikalang. Vanwege een 7-jarige onafgebroken dienst, kreeg hij 9 maanden verlof waarop hij in december 1920 tijdelijk terugkeerde in Nederland. In februari 1922 ging hij weer naar Nederlands-Indië. Eerste luitenant Tulp werd begin 1926 overgeplaatst van Meester Cornelis (vlak bij Batavia op Java) naar Timor en in oktober van dat jaar volgde zijn bevordering tot kapitein bij het wapen der infanterie. Dankzij een verlof van acht maanden verleend wegens zesjarige onafgebroken dienst in Nederlands-Indië, kon hij in mei 1928 opnieuw tijdelijk naar Nederland terugkeren. In december werd dat verlof verlengd waarna hij eind mei 1929 per boot vanuit Rotterdam naar Nederlands-Indië ging waar hij geplaatst werd te Bandoeng waar hij adjudant van de generaal inspecteur der infanterie werd.
In mei 1932 volgde zijn aanstelling als commandant van de Troepen in Suriname en commandant van het garnizoen daar. Sinds ca. 1904 werd deze functie niet langer vervuld door een officier van het Nederlandse leger maar door officier van de KNIL. Voorgangers zoals F.Chr.H. Hirschmann, H.L. Bierman en B.A.W. Schlimmer waren dus eveneens vanuit Nederlands-Indië in Suriname gedetacheerd. Kort na aankomst vanuit Nederlands-Indië in Nederland vertrok hij eind juli naar Suriname waar hij voor ten minste 3 en ten hoogste 5 jaar gedetacheerd zou worden. Een jaar later was hij betrokken bij de oprichting van een Surinaamse burgerwacht die bedoeld was om in woelige tijden militairen en politie te ontlasten van bewakingsdiensten. Troepencommandant Tulp gaf toen aan dat hij niet veel gaf om drillen van deze burgerwacht, als ze maar kunnen schieten en het geweer uit elkaar kunnen halen. Midden 1935 werd hij bevorderd tot majoor en in december van dat jaar werd duidelijk dat kapitein van de infanterie van het Koninklijk Nederlandsch-Indisch Leger J.W. Sluijter hem zou opvolgen in Suriname.
Begin 1936 werd Tulp eervol van zijn detachering in West-Indië ontheven, waarna hij in februari met een stoomschip in Amsterdam aankwam om daarna in april Nederland alweer te verlaten om per schip naar Oost-Indië te gaan. Daar aangekomen werd hij ingedeeld bij de Plaatselijke Staf te Weltevreden (regeringswijk ten zuiden van Batavia) waarna Tulp in juni bevorderd werd tot luitenant-kolonel en hem het plaatselijk commando van Batavia werd opgedragen. In verband met gezondheidsproblemen die het werken in de tropen bemoeilijkte, werd hij op 31 augustus 1938 op eigen verzoek ontslagen uit de militaire dienst en ging hij voortijdig met pensioen. Hiermee kwam een einde aan een 26-jarige carrière bij de KNIL waarvan hij 5 jaar naast zijn militaire functie belast was met het civiel bestuur over de onderafdelingen Dairilanden (Sumatra), Boven Matan (W. afd. Borneo) en Zuid Midden Timor.

## Hoofdcommissaris
Na terugkeer in Europa eind 1938 reisde hij samen met zijn vrouw gedurende 8 maanden door nazi-Duitsland en Italië. Hierna vestigde hij zich in Den Haag en werd in 1939 lid van de Nationaal-Socialistische Beweging (NSB). Een jaar later in mei 1940 begon de Duitse bezetting van Nederland. Na de Februaristaking in 1941 wilden de Duitse bezetters hun invloed vergroten op steden waar op grote schaal gestaakt was. Begin maart 1941 werden de burgemeesters van Amsterdam (W. de Vlugt) en Zaandam (J. in 't Veld) vervangen door pro-Duitse burgemeesters; voor Amsterdam E.J. Voûte en voor Zaandam C. van Ravenswaaij. Eveneens als gevolg van de Februaristaking werd Tulp in april van dat jaar door A. Seyss-Inquart, rijkscommissaris voor het bezette Nederlandse gebied, benoemd tot hoofdcommissaris van politie van Amsterdam. Voorgangers als A.J. Marcusse en H.J. Versteeg hadden een lange carrière bij de Amsterdamse politie voor ze hoofdcommissaris werden. Hoewel Tulp als een buitenstaander binnenkwam, werd hij snel geaccepteerd binnen de Amsterdamse politieorganisatie. In tegenstelling tot zijn voorganger, die nauwelijks achter zijn bureau vandaan kwam en neerkeek op zijn ondergeschikten, was Tulp regelmatig persoonlijk aanwezig bij politieacties en vroeg hij advies aan ondergeschikten. Zijn populariteit binnen de Amsterdamse politie hielp hem de weerstand binnen het corps met betrekking tot de Jodenvervolging weg te nemen. Op aandrang van de Höhere SS-und Polizeiführer Hanns Albin Rauter werd Tulp lid van de Nederlandsche SS.
Vanaf 6 augustus 1942 werd er onder Tulps bevel een Nederlands politiebataljon ingezet om Joden op te pakken. Vanaf september waren er ook regelmatig nachtelijke razzia's onder de Joodse bevolking van Amsterdam, waarbij Tulp gewoonlijk zelf aanwezig was.
Op 3 oktober werd hij ernstig ziek en op 22 oktober 1942 overleed hij, waarschijnlijk als gevolg van zijn reuma, op 51-jarige leeftijd in een Amsterdams ziekenhuis.
Zijn weduwe ontving hierop van Heinrich Himmler persoonlijk een telegram waarin hij haar overleden echtgenoot prees. Bij de crematie op 26 oktober sprak onder andere Rauter die meedeelde dat in opdracht van Seyss-Inquart de eerste compagnie van het Amsterdamse politiebataljon de naam van de overleden hoofdcommissaris zou dragen: de Sybren Tulp-compagnie. Als gevolg van die naamswijziging werden de aangestelden van dit politiebataljon door de Amsterdamse bevolking de 'Zwarte tulpen' genoemd. Het gebouwencomplex aan het Cornelis Troostplein waar ze gehuisvest waren, kreeg de bijnaam 'de Tulp-kazerne'.
Zijn in mei 1909 geboren halfbroer Haring Tulp was lid van het verzet en stierf op 19 oktober 1942, dus 3 dagen voor het overlijden van Sybren Tulp, in het concentratiekamp Buchenwald.
 Portaal: Fascisme en nationaalsocialisme in Nederland · Fascisme · Nationaalsocialisme